# 胡蝶 (主播)
胡蝶（1983年2月16日—），出生于陕西汉中，中国电视节目主持人，現為中國中央電視台新聞頻道《新聞30分》、《新聞直播間》女主播。

## 經歷
- 2005年9月進入北京電視台，擔任《晚間新聞報導》的主播和記者。
- 2006年，擔任北京奧運會倒計時兩周年、鳥巢卸載等大型直播活動。
- 2007年1月1日，擔任《直播北京》主播。之後，胡蝶從北京電視台辭職，參加第五屆CCTV電視節目主持大賽，最終獲得總冠軍。[1]
- 2009年，胡蝶首次在央視亮相，出現在兩會直播中，主持互動節目《我有問題問總理》，因而積累人氣。其後主持CCTV-4《今日亞洲》[2]。同年7月27日，胡蝶開始主持新聞頻道《朝聞天下》，引發矚目。
- 2015年3月26日，胡蝶与著名导演陆川登记结婚。[3]

## 軼聞
- 由於相貌甜美，胡蝶被封為央視最美女主播，[2]她的粉絲更自稱“迷蝶香”。
- 喻国明認為胡蝶太嫩不適合擔當新聞主播。[4]
- 2025年5月20日18时，在主播节目《共同关注》中播送国台办对赖清德就职总统周年谈话的回应，期间将“祖国”口误为“两国”。[5][6]